# Ochetellus flavipes
Ochetellus flavipes es una especie de hormiga del género Ochetellus, subfamilia Dolichoderinae. Fue descrita científicamente por Kirby en 1896.
Se distribuye por Australia. Se ha encontrado en el género de plantas Spinifex.